# Anschaire de Brême
Anschaire de Brême, appelé aussi Oscar ou en allemand Ansgar (né le 8 septembre 801 à Fouilloy, dans la Somme – mort le 3 février 865 à Brême), était un homme d'Église du haut Moyen Âge, qui fut archevêque de Hambourg et évêque de Brême. Il fut le premier représentant de l'Église à tenter de christianiser la Scandinavie et plus particulièrement la Suède. Il est fêté le 3 février. Il est l'objet de la biographie Vita Anskarii qui est la principale source historique sur sa vie, mais aussi une source importante sur la société scandinave de l'âge des Vikings.

## Biographie

### De Corbie à Corvey
Anschaire devint moine à l’abbaye de Corbie, proche d'Amiens, et limitrophe de sa ville natale Fouilloy. Ses dispositions à l'étude et à l'obéissance monastique lui permirent de progresser très vite. Ses supérieurs l'envoyèrent instruire les moines dans une fondation récente de l'abbaye picarde, la Nouvelle Corbie, qui venait d'être établie dans le nord de l'Allemagne : c'est aujourd'hui Corvey.

### Mission au Danemark
En 826, il arriva au Danemark, probablement à la suite de la conversion de Harald Klak, un roi danois vassal des Francs, par Ebbon, archevêque de Reims et légat pontifical. Toutefois, Harald Klak fut ensuite chassé du Danemark. La mission d'Anschaire au Danemark s’interrompit donc.

### Mission en Suède
Une nouvelle occasion se présenta néanmoins lorsque l'Empereur reçut invitation du roi Björn de Birka à envoyer des missionnaires en Suède. Anschaire fut envoyé en Suède et y arriva en 829. Durant le trajet, le navire de commerce à bord duquel il se trouve est attaqué par des pirates qui s'emparent des marchandises.
Il y fonde la première communauté chrétienne de Suède en 831 à Birka. L'une des plus grandes réussites de sa mission semble être la conversion de Herigar, le préfet de Birka, qui aurait même fait construire une église. Selon Rimbert, Anschaire y aurait aussi acheté des esclaves danois et slaves pour qu'ils fussent éduqués pour le service de Dieu.

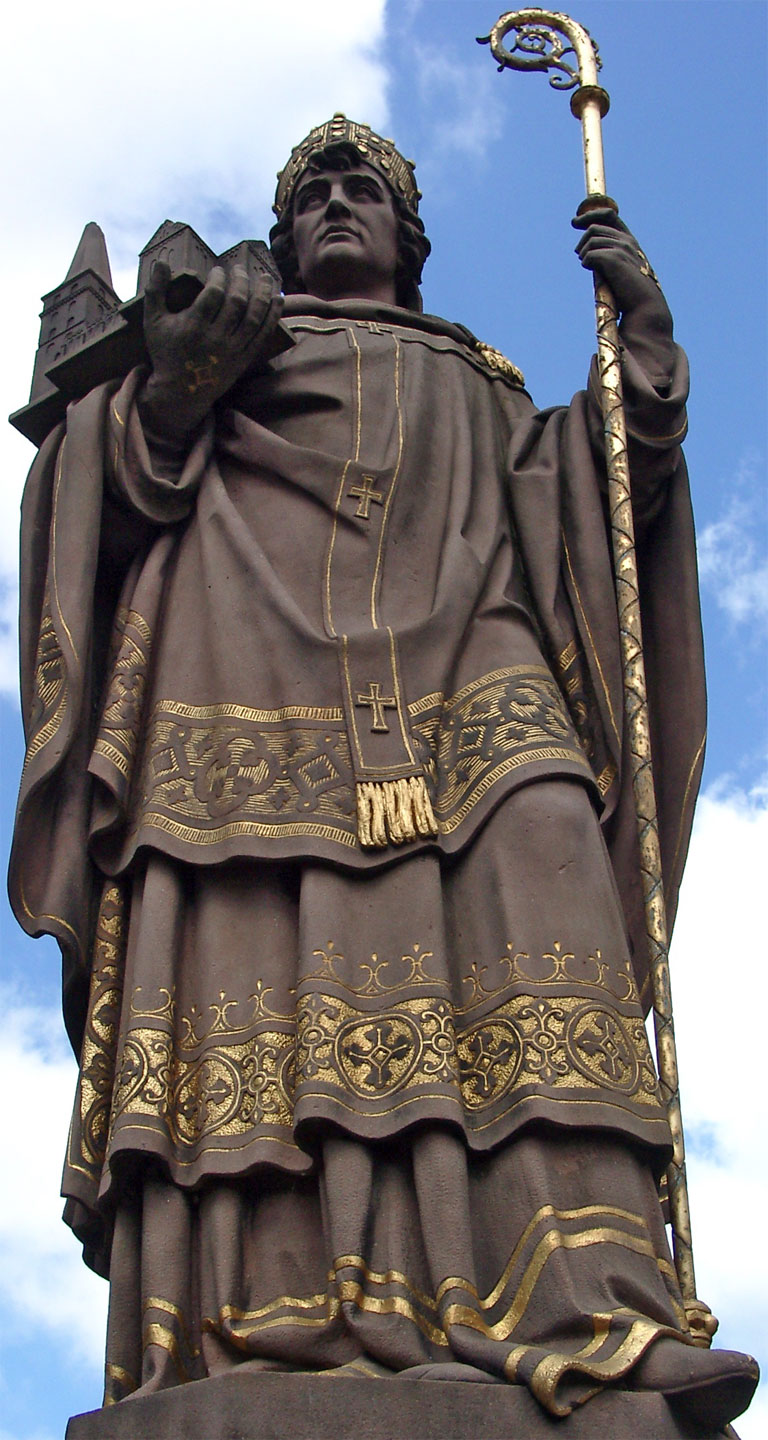
Anschaire à Hambourg.

### Archevêque de Hambourg
Les efforts d'Anschaire pour convertir la Scandinavie au christianisme mènent à la confirmation, par Grégoire IV de la fondation d'un archidiocèse tourné vers le Nord duquel il reçoit le pallium, le nommant archevêque de Hambourg en 831. Il reçut alors également les droits sur la conversion des peuples habitant en Scandinavie. Toutefois, l'archevêché était pauvre et sa position avait probablement été affaiblie après la destitution d'Ebbon, en 834. Anschaire n'avait donc que peu de moyens pour effectuer son travail de missionnaires et ses résultats furent faibles.
En 845, la ville de Hambourg fut dévastée lors d'un raid mené par le roi danois Horik et Anschaire prit part aux négociations qui permirent de rétablir la paix. Il obtient de ce dernier l'autorisation de fonder des églises dans les grands ports du royaume dont Ribe et Hedeby.

### Retour en Suède
La même année, Gauzbert, l'évêque qu'Ebon avait nommé à Birka après le départ d'Anschaire, dut quitter la Suède pour l'Allemagne en raison de l'opposition grandissante au christianisme.
Ces revers semblaient toutefois avoir montré la nécessité de la mission d'Anschaire et, en 845 toujours, l'évêché de Brême fut rattaché à l'archevêché de Hambourg. Ces nouvelles ressources permirent à Anschaire d'obtenir quelques succès au Danemark (construction d'églises à Ribe et Hedeby).
Gauzbert refusa toutefois de retourner à Birka et Anschaire y retourna lui-même pour obtenir l'autorisation de poursuivre la mission. Après la mort d'Ebon (qui avait repris l'évêché de Hildesheim en 846) en 851 et celle de Gauzbert en 859, Anschaire resta seul responsable de la conversion des peuples du Nord. Il ne parvint toutefois pas à ce qu'un souverain se convertît au christianisme. Il fallut deux siècles pour que la Scandinavie embrassât le christianisme.
Rentré en Allemagne, il mourut à Brême le 3 février 865.

## Méthode de conversion
Si l'usage veut que les missionnaires tentent de convaincre les chefs et rois à la conversion, l'hagiographie présente la méthode d'Anschaire très différemment. Il achète des captifs, des esclaves et de jeunes Danois pour « les éduquer en vue du service de Dieu ». Il les envoie aux monastères de Corbie ou de Turnhout, cédés par Louis le Pieux en soutien à la christianisation des peuples scandinaves, afin d'y suivre une instruction. Ce procédé permet probablement de mieux faire comprendre les coutumes Scandinaves aux moines en partance pour le Nord et à adapter leur message. 
Il cible également les femmes qui auraient joué un rôle actif dans la diffusion du christianisme. Rimbert consacre un chapitre de La vie de Saint Anschaire à une mère scandinave qui part s'installer à Birka après sa conversion. Ce passage témoigne de la situation précaire des premiers chrétiens ainsi que du rôle actif des femmes dans l'implantation de la religion.

## Postérité
Anschaire est considéré comme l'un des principaux acteurs de la christianisation des peuples scandinaves puisqu'il est responsable de la fondation des premières églises en territoire danois rattachées au siège épiscopal d'Hambourg.
- Anschaire est aujourd'hui le saint patron du Danemark.
- La cathédrale Saint-Ansgar de Copenhague porte son nom.
- Un cratère sur la Lune porte également son nom.
- Une  église porte son nom dans le quartier Hansaviertel à Berlin (station de métro: U-Bahn Hansaplatz)

## Reliques
Les reliques sont situées à Hambourg en deux endroits : la cathédrale Sainte-Marie (en allemand : Domkirche St. Marien) et l'église Saint-Anschaire et Saint-Bernard (en allemand :  Pfarrkirche St. Ansgar und St. Bernhard).